# 20th L'Anniversary LIVE
『L'Arc〜en〜Ciel 20th L'Anniversary LIVE』（ラルク アン シエル トゥエンティース・ラニバーサリー・ライブ）は、日本のロックバンド、L'Arc〜en〜Cielが2011年に開催したコンサート。この項では、ライブビデオ『20th L'Anniversary LIVE -Complete Box-』『20th L'Anniversary LIVE -Day 1-』『20th L'Anniversary LIVE -Day 2-』についても併せて解説する。

## コンサート

### 概要
「L'Arc〜en〜Ciel 20th L'Anniversary LIVE」は、L'Arc〜en〜Cielが2011年5月28日・29日に味の素スタジアムで開催した、バンド結成20周年を記念したライブ。
本公演は、タイトルが示すようにL'Arc〜en〜Cielのバンド結成20周年を記念したライブとなっており、＜L'Arc〜en〜Cielが歩んだ20年の足跡を辿る＞というコンセプトのもと、ライブ制作が行われている。
セットリストは、バンドの20年の歴史を網羅することを踏まえ、2日間で1曲も被りがない構成となっている。初日公演では、1993年にインディーズレーベルからリリースした1stアルバム『DUNE』から、1998年発売の5thアルバム『HEART』までのバンド活動前半期の楽曲を中心としたセットリストを組んでいる。初日公演で披露された楽曲では「Floods of tears」「As if in a dream」「In the Air」「風の行方」「ガラス玉」が約15年以上ぶりにライブ演奏されており、これらはyukihiroがバンドに加入してから初演奏となった。そして2日目公演では、1999年に2枚同時発売された『ark』『ray』から、2007年にリリースされた当時の最新アルバム『KISS』の楽曲、さらに『KISS』以降に発売されていたスタジオ・アルバム未収録のシングル表題曲を中心に披露している。また、て2日目公演では新曲として「GOOD LUCK MY WAY」が初披露されている。
ちなみに、開催の約2ヶ月前となる2011年3月11日に、東北地方太平洋沖地震（東日本大震災）及び東京電力・福島第一原子力発電所での事故が発生したことを踏まえ、様々な対策・対応を取ったうえで本公演が開催されることになった。2011年3月29日には、前述の震災・事故の影響を受け、来場者の安全面や、電力供給の状況への対策を講じたうえでライブを開催するとオフィシャルサイトで発表されている。また、同日には、ライブの収益金全額を被災地への義援金として寄付することが、メンバー4人とスタッフの連名によるコメントで発表されている。
収益金全額を義援金に充てた背景について、tetsuyaは「「20th L'Anniversary LIVE」は、震災が起こってから立ち上げたプロジェクトじゃない。震災前に発表して、チケットも売ってた。もともと予定してたライブの収益だったから、義援金として全額寄付しようと（考えた）」と2012年に発表したインタビュー本で語っている。また、hydeは、初日公演のラストナンバーとして披露した「虹」の演奏前のMCで「今回の収益は全額義援金として被災地に送られます。メンバーが意見を交換した結果ですけど、L'Arc〜en〜Cielらしくていい決断だと思いました」「今日という日を迎えられて本当にうれしいです。無理にでも前に進まないと、希望が見えづらくなってるから。みんなで前に行けたらなと思って今日を迎えました。雨の中来てくれて本当にありがとう。この20年間もありがとうございます」とコメントしている。余談だが、tetsuyaは2012年に発表したインタビュー本で、チャリティーに対する自身の考えについて「逆に、震災が起こってから、チャリティーライブをやりましょうって企画が上がったとしたら、僕は"NO"と言うし。だったら、僕の財布から黙って義援金を送りますね。震災後、チャリティーライブを開くって事は、そこからお金を集める訳じゃないですか？つまり、結局はそこに来てくれた人たちから集めたお金を自分たちの名前で寄付するという事だから、結局、自分の懐は痛まないわけですよね？「20th L'Anniversary LIVE」は、震災前から決まってた事ですから、チャリティーライブとは違うんです。僕たちに入るべき収益を寄付する訳で、捉え方が違う」「特にチャリティーと呼ばれるものは、デリケートだと思うんです。本当によかれと思ってやってる人もいれば、それを利用して有名になろうって思う人もいるし。世の中に悪い人がいるって考えたくはないですけど、実際に復興をビジネスとして考える人もいるから。震災後に海外から、日本では震災直後に強盗と略奪が起こらなかったのが素晴らしいって言われてましたけど、実際はそうじゃなかったし。略奪も起こった、詐欺まがいの事も起こった。チャリティーって言ってるけど、これって売名行為じゃないの？って思うものもあるし」と語っている。
なお、本公演は2011年5月22日に発生した台風2号の影響により、L'Arc〜en〜Cielが開催した野外ライブとしては珍しく、2日間とも雨天の中で開催されている。余談だが、後述の本公演の模様を収めたライブビデオでは、雨模様をイメージしたデザインがジャケットのアートワークに採用されている。
さらに、本公演は日本国内40館の映画館で生中継された他、パリ、ロンドン、ニューヨーク、台湾、香港、ソウルの海外5ヶ国6都市9ヶ所の映画館でもライブビューイングが実施されており、20,000人を超える動員数を記録している。そして2011年7月31日には、WOWOWにおいて本公演の模様がダイジェスト放送されている。また、2012年2月11日にNHK総合で放送された特別番組『L'Arc〜en〜Ciel 20年の軌跡』では、本公演のリハーサルやバックステージの模様が一部流されている。

### 公演日程
| 演奏順 | 5月28日                         | 5月29日                |
| ------ | ------------------------------- | ---------------------- |
| 1      | In the Air                      | READY STEADY GO        |
| 2      | Caress of Venus                 | Pretty girl            |
| 3      | Vivid Colors                    | NEXUS 4                |
| 4      | the Fourth Avenue Café          | HEAVEN'S DRIVE         |
| 5      | 夏の憂鬱 [time to say good-bye] | LOVE FLIES             |
| 6      | 風の行方                        | snow drop              |
| 7      | As if in a dream                | ALONE EN LA VIDA       |
| 8      | Dune                            | 叙情詩                 |
| 9      | winter fall                     | NEO UNIVERSE           |
| 10     | ガラス玉                        | Driver's High          |
| 11     | fate                            | REVELATION             |
| 12     | Floods of tears                 | DRINK IT DOWN          |
| 13     | Blurry Eyes                     | 花葬                   |
| 14     | Lies and Truth                  | 浸食 〜lose control〜  |
| 15     | flower                          | HONEY                  |
| 16     | I'm so happy                    | SEVENTH HEAVEN         |
| 17     | Shout at the Devil              | STAY AWAY              |
| 18     | あなた                          | Link                   |
| 19     | milky way                       | 瞳の住人               |
| 20     | Voice                           | forbidden lover        |
| 21     | White Feathers                  | MY HEART DRAWS A DREAM |
| 22     | 虹                              | GOOD LUCK MY WAY       |
| 23     | -                               | BLESS                  |

### その他
- チケット料金は全席指定9,000円、ライブビューイングは全席指定4,000円